# Archips
Genre
Archips est un genre de Lépidoptères de la famille des Tortricidae, comprenant plus d'une centaine d'espèces réparties dans une grande partie du monde excepté l'Amérique du Sud.

## Systématique
Le nom scientifique de ce genre est Archips, choisi par l'entomologiste bavarois Jacob Hübner, en 1822
Archips a pour synonymes :
- Cacoecia Hübner, 1825
- Pararchips Kuznetzov, 1970

## Liste des espèces
Selon GBIF (25 octobre 2021) :
- Archips abiephaga Yasuda, 1975
- Archips abscisana Zeller, 1877
- Archips aequiflexa Meyrick, 1931
- Archips alberta McDunnough, 1923
- Archips alcmaeonis Meyrick, 1928
- Archips alleni Tuck, 1990
- Archips arcanus Razowski, 1977
- Archips argyrospila Walker, 1863
- Archips asiaticus Walsingham, 1900
- Archips atrolucens Diakonoff, 1941
- Archips audax Razowski, 1977
- Archips australana Lewin, 1805
- Archips barlowi Tuck, 1990
- Archips betulana (Hübner, 1787)
- Archips biforata Meyrick, 1930
- Archips binigrata Meyrick, 1928
- Archips breviplicana Walsingham, 1900
- Archips cantinus Razowski, 2006
- Archips capsigerana Kennel, 1901
- Archips carteri Rose & Pooni, 2004
- Archips cerasivorana Fitch, 1856
- Archips ceylonicus Razowski, 1977
- Archips citimus Razowski, 1977
- Archips clivigera Meyrick, 1932
- Archips compitalis Razowski, 1977
- Archips crataegana (Hübner, 1799)
- Archips cratista Walsingham, 1914
- Archips cremnobates Walsingham, 1914
- Archips davisi Kawabe, 1989
- Archips dichotoma Falkovich, 1965
- Archips dierli Diakonoff, 1976
- Archips dispilana Walker, 1864
- Archips dispositana Zeller, 1877
- Archips dissitana Grote, 1879
- Archips ecclisis Walsingham, 1914
- Archips eductana Walker, 1863
- Archips eleagana (McDunnough, 1923)
- Archips elongatus Liu, 1987
- Archips emitescens Meyrick, 1930
- Archips endoi Yasuda, 1975
- Archips enodis Razowski, 1977
- Archips eupatris Meyrick, 1908
- Archips euryplintha Meyrick, 1924
- Archips excurvata Meyrick, 1930
- Archips eximius Razowski, 1984
- Archips expansa Diakonoff, 1941
- Archips fervidana Clemens, 1860
- Archips formosanus Kawabe, 1968
- Archips fractivittana Clemens
- Archips fraterna Tuck, 1990
- Archips fumiferana Clemens
- Archips fumosus Kodama, 1960
- Archips fuscocinereous Swezey, 1913
- Archips fuscocupreanus Walsingham, 1900
- Archips gelophodes Meyrick, 1936
- Archips georgiana Walker, 1863
- Archips grisea Robinson, 1869
- Archips gyraleus Diakonoff, 1982
- Archips hemixantha Meyrick, 1918
- Archips ignescana Kuznetsov, 1976
- Archips inanis Razowski, 1977
- Archips infumatana Zeller, 1875
- Archips ingentana Christoph, 1881
- Archips inopinatana Kennel, 1900
- Archips insulanus Kawabe, 1965
- Archips issikii Yasuda, 1961
- Archips kangraensis Rose & Pooni, 2004
- Archips kellerianus Liu, 1987
- Archips labyrinthopa Meyrick, 1932
- Archips lambertiana Busck
- Archips limatus Razowski, 1977
- Archips machlopis Meyrick, 1912
- Archips magnifica Tuck, 1990
- Archips magnoliana Fernald, 1892
- Archips mansueta Meyrick, 1924
- Archips menotoma Meyrick, 1937
- Archips meridionalis Yasuda & Kawabe, 1980
- Archips mertias Rose & Pooni, 2004
- Archips micaceana Walker, 1863
- Archips mortuanus Kearfott, 1907
- Archips myricana (Mcdonnough, 1923)
- Archips myrrhophanes Meyrick, 1931
- Archips naltarica Razowski, 2006
- Archips negundana Dyar, 1902
- Archips nigricaudana Walsingham, 1900
- Archips nigriplagana Franclemont, 1986
- Archips nuptana Felder & Rogenhofer, 1875
- Archips occidentalis Walsingham, 1891
- Archips ochrostoma Meyrick, 1918
- Archips opiparus Liu, 1987
- Archips oporana (Linnaeus, 1758)
- Archips pachyvalvus Liu, 1987
- Archips packardiana Fernald, 1890
- Archips paredraea Meyrick, 1931
- Archips paterata Meyrick, 1914
- Archips pensilis Meyrick, 1920
- Archips peratratus Yasuda, 1961
- Archips philippa Meyrick, 1918
- Archips pinus Freeman
- Archips podana (Scopoli, 1763)
- Archips polygraphana Walker, 1863
- Archips pruneticola Meyrick, 1935
- Archips pseudotermias Rose & Pooni, 2004
- Archips pulchra Butler, 1879
- Archips punctiseriata Strand, 1920
- Archips purpurana Clemens, 1865
- Archips quinquenotata Walker, 1863
- Archips recurvana Zeller, 1866
- Archips rileyana Grote, 1868
- Archips rosana (Linnaeus, 1758)
- Archips rudy Razowski, 1977
- Archips sayonae Kawabe, 1985
- Archips secura Meyrick, 1910
- Archips securiferana Walker, 1866
- Archips seditiosa Meyrick, 1921
- Archips semiferanus Walker, 1863
- Archips semistructa Meyrick, 1937
- Archips shibatai Kawabe, 1985
- Archips socotranus Walsingham, 1900
- Archips solida Meyrick, 1908
- Archips spinatus Liu, 1987
- Archips stapiana Felder & Rogenhofer, 1875
- Archips stellata Jinbo, 2006
- Archips strianus Fernald, 1905
- Archips striatana
- Archips strigopterus Liu, 1987
- Archips strojny Razowski, 1977
- Archips sublichenoides Swezey, 1913
- Archips subrufana Snellen, 1883
- Archips subsidiaria Meyrick, 1924
- Archips symmetra Meyrick, 1918
- Archips tabescens Meyrick, 1921
- Archips taichunganus Razowski, 2000
- Archips taiwanensis Kawabe, 1985
- Archips termias Meyrick, 1918
- Archips tharsaleopa Meyrick, 1935
- Archips thysanoma Meyrick, 1910
- Archips tsuganus Powell, 1962
- Archips unimaculata Shiraki, 1913
- Archips ursina Meyrick, 1910
- Archips vagrans Tuck, 1990
- Archips viola Falkovich, 1965
- Archips wallacei Tuck, 1990
- Archips xanthophilana Walker, 1863
- Archips xylosteana (Linnaeus, 1758)